# هوترمنس (دهانه)
هوترمنس یک دهانه برخوردی در ماه‌ است.